# Carl Graff
Carl Ludwig Theodor Graff, född 4 maj 1844 i Grabow (Mecklenburg), död 25 februari 1906 i Dresden, var en tysk arkitekt.
Graff var verksam i Wien 1870–1874 och var 1874–1905 direktör för Dresdens Kunstgewerbeschule, som han omorganiserade. Han lämnade ritningar till konstindustriella föremål.